# Safe and Sound
«Safe and Sound» (en español: «Sano y Salvo») es una canción del dúo estadounidense de indie pop Capital Cities. Fue editada inicialmente en su extended play Capital Cities, y lanzado como sencillo en formato digital en los Estados Unidos el 6 de enero de 2011 y relanzado mundialmente en abril de 2013. Posteriormente fue incluida en el debut álbum de la banda In a Tidal Wave of Mystery editado en junio de 2013. 
En Estados Unidos, obtuvo la primera ubicación del Alternative Songs y alcanzó el número 8 del Billboard Hot 100 llegando a vender dos millones de copias. Fue incluido como bonus track en el álbum recopilatorio Now That's What I Call Music! 45. En Argentina, la radio FM Metro 95.1 fue una de las primeras en dar difusión a esta canción, apareciendo en el tracklist del programa Zuker Attack el 10 de agosto de 2013.
Uno de los integrantes del dúo, Ryan Merchant, mencionó sobre la canción: “En un momento de crisis total esta canción representa el antídoto, la tendencia a mirar hacia la humanidad con más normalidad, sin miedos apocalípticos”.

## Video musical
Un vídeo musical para acompañar el lanzamiento de "Safe and Sound" fue estrenado en YouTube el 25 de abril de 2013 con una duración de tres minutos y cuarenta y seis segundos. Fue dirigido por Grady Hall quien ya había trabajado para artistas como Beck y Modest Mouse. En él, recrean la evolución del baile de los últimos 100 años, presididas por Ryan Merchant y Sebu Simonian en el Teatro de Los Ángeles. El video contó con el trabajo de la coreógrafa nominada al Emmy, Mandy Moore. En los MTV Video Music Awards de 2013 ganó en la categoría "Mejores efectos visuales" y estuvo nominado a la "Mejor dirección de arte", mientras tuvo una nominación en la ceremonia de los Premios Grammy de 2014 al Mejor Video Musical.

## Lista de canciones
| Descarga digital (Sencillo) |                  |          |  |
| N.º                         | Título           | Duración |  |
| 1.                          | «Safe and Sound» | 3:12     |  |

| Descarga digital - Remix EP |                                                          |          |  |
| N.º                         | Título                                                   | Duración |  |
| 1.                          | «Safe and Sound» (RAC Mix)                               | 4:12     |  |
| 2.                          | «Safe and Sound» (Cash Cash Remix)                       | 5:26     |  |
| 3.                          | «Safe and Sound» (Alexis Troy Remix)                     | 2:52     |  |
| 4.                          | «Safe and Sound» (Gainsford Remix)                       | 5:30     |  |
| 5.                          | «Safe and Sound» (DJ Politik Remix)                      | 5:22     |  |
| 6.                          | «Safe And Sound» (Tommie Sunshine & Live City Remix)     | 5:53     |  |
| 7.                          | «Safe And Sound» (Dzeko & Torres' Digital Dreamin Remix) | 5:43     |  |

## Posicionamiento en listas y certificaciones
| Listas (2011–2014)                            | Mejor posición |
| --------------------------------------------- | -------------- |
| Alemania (Offizielle Deutsche Charts)         | 1              |
| Argentina (Los 40 Principales Argentina)      | 1              |
| Australia (ARIA)                              | 16             |
| Austria (Ö3 Austria Top 40)                   | 2              |
| Bélgica (Flandes) (Ultratop 50)               | 28             |
| Bélgica (Valonia) (Ultratop 50)               | 26             |
| Canadá (Canadian Hot 100)                     | 5              |
| Dinamarca (Tracklisten)                       | 18             |
| Escocia (Scottish Singles Sales Chart)        | 42             |
| Eslovaquia (Rádio Top 100)                    | 14             |
| Eslovaquia (Singles Digital Top 100)          | 70             |
| España (Top 100 Canciones)                    | 15             |
| Estados Unidos (Billboard Hot 100)            | 8              |
| Estados Unidos (Adult Contemporary)           | 11             |
| Estados Unidos (Adult Top 40)                 | 2              |
| Estados Unidos (Hot Dance Club Songs)         | 32             |
| Estados Unidos (Dance/Mix Show Airplay)       | 9              |
| Estados Unidos (Hot Rock & Alternative Songs) | 2              |
| Estados Unidos (Mainstream Top 40)            | 2              |
| Estados Unidos (Rhythmic)                     | 33             |
| Estados Unidos (Alternative Airplay)          | 1              |
| Francia (SNEP)                                | 15             |
| Hungría (Rádiós Top 40)                       | 33             |
| Irlanda (IRMA)                                | 13             |
| Israel (Media Forest)                         | 2              |
| Islandia (Tónlist)                            | 11             |
| Italia (FIMI)                                 | 4              |
| Japón (Japan Hot 100)                         | 61             |
| México (Billboard Inglés Airplay)             | 1              |
| Países Bajos (Dutch Top 40)                   | 29             |
| Polonia (Polish Airplay Top 5)                | 3              |
| Portugal (Portugal Digital Songs)             | 5              |
| Reino Unido (UK Singles Chart)                | 42             |
| República Checa (Rádio Top 100)               | 6              |
| República Checa (Singles Digitál Top 100)     | 65             |
| Suecia (Sverigetopplistan)                    | 28             |
| Suiza (Schweizer Hitparade)                   | 8              |

| País           | Organismo certificador | Certificación | Ventas  | Ref.   |
| -------------- | ---------------------- | ------------- | ------- | ------ |
| Alemania       | BVMI                   | Platino       | 300 000 | [ 45 ] |
| Australia      | ARIA                   | Oro           | 35 000  | [ 46 ] |
| Austria        | IFPI Austria           | Oro           | 15 000  | [ 47 ] |
| Canadá         | Music Canada           | 3× Platino    | 240 000 | [ 48 ] |
| Estados Unidos | RIAA                   | 2× Platino    | 2 000   | [ 3 ]  |
| Italia         | FIMI                   | 2× Platino    | 100 000 | [ 49 ] |
| México         | AMPROFON               | 2× Platino    | 120 000 | [ 50 ] |
| Suiza          | IFPI (Suiza)           | Oro           | 15 000  | [ 51 ] |

## Historial de lanzamientos
| País           | Fecha                | Formato          | Discográfica               |
| -------------- | -------------------- | ---------------- | -------------------------- |
| Estados Unidos | 1 de febrero de 2011 | Descarga digital | Lazy Hooks                 |
| Alemania       | 5 de abril de 2013   | Descarga digital | Lazy Hooks Capitol Records |

## Otras versiones  y usos en otros medios
- El 7 de noviembre de 2013, la canción fue interpretada por Team Adam (formado por Tessanne Chin, James Wolpert, Will Champlin, Grey y Preston Pohl) de la quinta temporada de la serie, The Voice..[53]
- Fue utilizado en un video promocional para el programa Big Blue Test de Diabetes Hands Foundation en 2011.[54]
- En Alemania, fue utilizado en un comercial de Vodafone, con el cual ayudó a incrementar su popularidad alzándose con el puesto número 1 en la lista alemana de sencillos.
- En México, la compañía Telcel lo usó para su comercial 4G LTE.[55]
- En Paraguay, se utilizó para promocionar la revista digital epa!, de Red Privada de Comunicación.

## Sucesión en listas
| Anterior: «Just Give Me a Reason» de Pink con Nate Ruess | Media Control Charts — Sencillo Nro 1 10 de mayo de 2013 — 23 de mayo de 2013 | Siguiente: «Mein Herz» de Beatrice Egli           |
| Anterior: «Sweater Weather» de The Neighbourhood         | Alternative Songs — Sencillo Nro 1 15 de junio de 2013 — 21 de junio de 2013  | Siguiente: «Sweater Weather» de The Neighbourhood |